# 黄凤涛
黄凤涛（1985年6月17日—）岀生於广东省海丰县，是一名中国足球运动员，司职前鋒，曾入選中國國家奧運隊的集訓名单。

## 职业生涯
黄凤涛12岁就进入深圳体校，13岁才开始练球，且首先涉足的是五人制足球，黄凤涛曾是广东省五人足球赛的最佳射手。后被推荐进入了深圳平安四队，开始接受专业足球训练，2003年中国足协为了奥运战略硬要求各队每场比赛要给20岁以下的球员上场，当时黄凤涛就被提升至一队効力，並於同年的10月12日对云南紅塔的甲A联賽中首次代表深圳队在职业联賽中上场，同年黄凤涛在对八一队的比赛中打进了他职业生涯中的首粒进球，至今这仍是深圳队最年轻的进球纪录，随后黄凤涛逐渐获得了一些上场机会。
2004年黄凤涛錯過了首屆中超联賽，因为他没有获得哪怕一分钟的出场时间。2005年及2006年獲得不少上场机会，2006年他更是球队的绝对主力前鋒。
不过，2007年初深圳队同主力球员续约，发现自己薪水大幅下降的黄凤涛断然拒绝了与俱乐部签约僵持了几个月后，黄凤涛最终妥协了，却失去了上场的机会。2008下半赛季开始，他再次进入了深圳队的首发名单。然而，在2007和2008连续两个赛季，黄凤涛的进球数都为零。
2009年黄凤涛在中超联賽的进球达到7个，是深圳队中国內球员进球最多的一人，力助球队保级成功。
2010年，原本主打前锋的黄凤涛在主帅高歌奇主打的433阵型中开始向边路发展。
2011年赛季开赛前，黄凤涛曾有机会转会，当时同市球队深圳凤凰看中了他，力邀其加入，但在最后时刻他选择留在深圳红钻，而随后随着比赛深入，带领一批年轻球员拼杀的黄凤涛被特鲁西埃任命为球队队长。2011年中超最后一轮比赛前，深圳队传出“七君子罢训事件”。在涉事7名球员中，黄凤涛最终成为唯一留队的队员。但黄凤涛曾一度试图转会，但是由于种种原因，最终还是留在了深圳红钻。
2013年1月，黄凤涛从効力多年的深圳队以自由转会方式加盟杭州绿城，不过并未获得太多表现机会。
2014年2月，黄凤涛与中甲球队石家庄永昌签订了一份2+1的工作合同。
2016年2月，武汉卓尔官方宣布黄凤涛加盟球队。

## 联賽上陣紀錄
| 球季 | 俱乐部     | 國家 | 上陣 | 入球 |
| ---- | ---------- | ---- | ---- | ---- |
| 2003 | 深圳健力宝 | 中國 | 11   | 1    |
| 2004 | 深圳健力宝 | 中國 | 0    | 0    |
| 2005 | 深圳健力宝 | 中國 | 13   | 2    |
| 2006 | 深圳金威   | 中國 | 22   | 1    |
| 2007 | 深圳上清飲 | 中國 | 15   | 0    |
| 2008 | 深圳上清飲 | 中國 | 14   | 0    |
| 2009 | 深圳红钻   | 中國 | 23   | 7    |
| 2010 | 深圳红钻   | 中國 | 27   | 2    |
| 2011 | 深圳红钻   | 中國 | 27   | 6    |
| 2012 | 深圳红钻   | 中國 | 20   | 4    |
| 2013 | 杭州绿城   | 中國 | 10   | 0    |
| 2014 | 石家庄永昌 | 中國 | 21   | 5    |
| 2015 | 石家庄永昌 | 中國 | 10   | 1    |
| 2016 | 武汉卓尔   | 中國 | 15   | 0    |
| 2017 | 深圳雷曼   | 中國 | 24   | 1    |

## 外部連結
- 黃鳳濤首次亮相帶來驚喜 深軍小鬼擺平大戚(2003年10月13日)
- 黄凤涛首次代表深圳隊上陣[永久](2003年10月13日)